# Ігнасіо Ірігоєн
Ігнасіо Ірігоєн (ісп. Ignacio Hirigoyen; нар. 23 січня 1976) — колишній аргентинський тенісист.
Найвищу одиночну позицію світового рейтингу — 231 місце досяг 17 вересня 2001, парну — 144 місце — 15 вересня 2003 року.

## Титули на челленджерах

### Парний розряд: (1)
| Ранг | Рік  | Турнір                  | Покриття | Партнер         | Суперники                    | Рахунок       |
| ---- | ---- | ----------------------- | -------- | --------------- | ---------------------------- | ------------- |
| 1.   | 2001 | Буенос-Айрес, Аргентина | Ґрунт    | Федеріко Бровне | Гастон Етліс Мартін Родрігес | 6–4, 7–6(8–6) |